# Normalnull

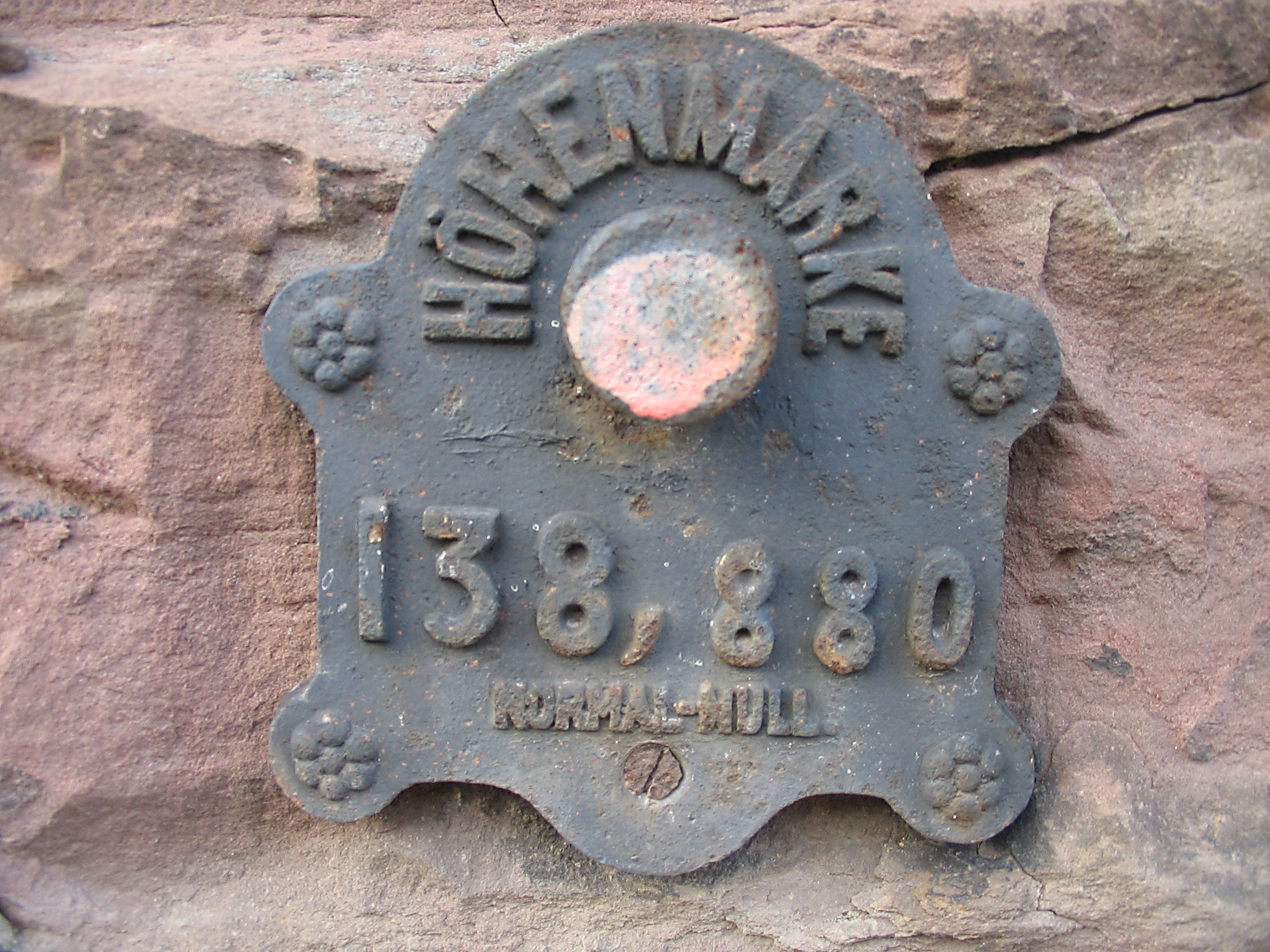
Repère de la Kriegstor à Strasbourg

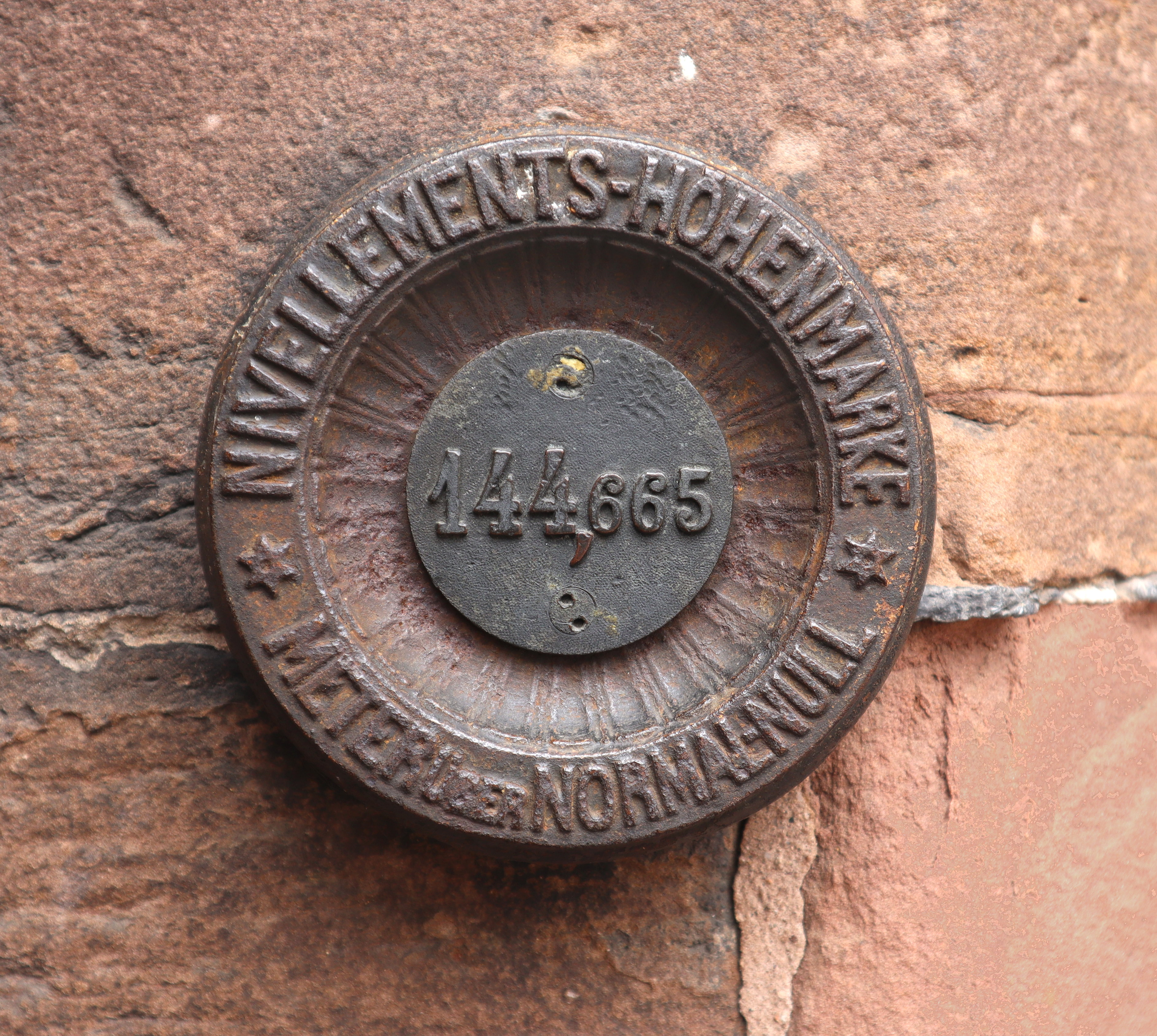
Repère au portail de la Cathédrale Notre-Dame de Strasbourg

Normalnull (littéralement « zéro normal » en allemand) était le référent altimétrique en vigueur en Allemagne et dont le niveau zéro correspond au niveau moyen de la mer du Nord. Depuis les années 1990, il a été remplacé par le système DHHN92 (DHHN pour Deutsches Haupthöhennetz : principal réseau altimétrique allemand) basé sur le nouveau référent altimétrique NHN (pour Normalhöhennull). Cependant, la majeure partie des cartes topographiques actuelles donnent toujours des altitudes par rapport à l'ancienne référence.

## Définition
Le Normalnull doit se comprendre comme la surface de référence altimétrique passant par le point de Normalnull et définit des altitudes orthométriques normales. Elle n'est ni une surface d'équipotentiel gravitaire ni une des surfaces du champ de gravité normal.
Le point de Normalnull se trouvait précisément 37 mètres sous le point d'altitude normale défini à l'ancien observatoire de Berlin. Le point d'altitude normale (NHP 1879 pour Normalhöhenpunkt 1879) a été dérivé en 1879 par nivellements avec une incertitude de ± 1 décimètre par rapport au référent altimétrique du Niveau normal d'Amsterdam. En prévision de la démolition de l'Observatoire de Berlin, plusieurs points furent installés en 1912 à Hoppegarten, à l'Est de Berlin.
Une altitude au-dessus du Normalnull (ü. NN pour über NN) d'un point est la distance verticale qui le sépare du Normalnull.

## LeNormalnulldans le systèmeDHHN
Le principal réseau altimétrique allemand de 1912 (DHHN12) était basé sur le Normalnull. Lors de l'établissement de ce réseau, aucune mesure de gravité n'avait été prise. De ce fait, la correction correspondante était calculée par la formule du poids normal (de) facile à manipuler. Les hauteurs ainsi dérivées sont appelées hauteurs orthométriques normales. La surface du Normalnull ne s'approche que mal du géoïde : en haute montagne, sa déviation peut atteindre plusieurs décimètres. Outre les petites erreurs fortuites de déviation conditionnées par le modèle lors de la définition des altitudes par différentes chemins, on trouve également les erreurs dites théoriques de conclusion de circuits fermés.
Dans les années 1980, la République fédérale d'Allemagne décida d'adapter le système d'altitude au modèle d'altitude physique, les altitudes orthométriques, qui devint donc le système DHHN85. Par la suite, c'est le géoïde servant de surface de référence qui devrait être appelé Normalnull. Le système d'altitude DHHN85 ne fut mis en place que dans peu de Laender.
Le Normalhöhennull (altitude au-dessus du Normalhöhennull (ü. NHN pour über NHN)) du système DHHN92 remplaça les précédents partout.